# Kanton Pontvallain
Kanton Pontvallain (fr. Canton de Pontvallain) je francouzský kanton v departementu Sarthe v regionu Pays de la Loire. Tvoří ho devět obcí.

## Obce kantonu
- Cérans-Foulletourte
- Château-l'Hermitage
- La Fontaine-Saint-Martin
- Mansigné
- Oizé
- Pontvallain
- Requeil
- Saint-Jean-de-la-Motte
- Yvré-le-Pôlin